# أليس هراجيان
أليس هراجيان (باللاتينية: Alyssum haradjianii) نوع نباتي يتبع جنس الأليس من الفصيلة الكرنبية.

## البيئة والانتشار
موطنه بلاد الشام.